# Plebejus putealis
Plebejus putealis är en fjärilsart som beskrevs av Matsumura 1927. Plebejus putealis ingår i släktet Plebejus och familjen juvelvingar. Inga underarter finns listade i Catalogue of Life.